# Suharno
Suharno (cyr. Сухарно) – wieś w Serbii, w okręgu pczyńskim, w gminie Bujanovac. W 2002 roku liczyła 309 mieszkańców.